# Ciclone Gita
O ciclone tropical severo Gita foi o ciclone tropical mais intenso a impactar Tonga desde o início dos registros confiáveis. A segunda tempestade nomeada e o primeiro grande ciclone tropical da temporada de ciclones do Pacífico Sul de 2017–18, Gita originou-se de uma monção que estava ativa no Pacífico Sul no início de fevereiro de 2018. Classificado pela primeira vez como um distúrbio tropical em 3 de fevereiro, o sistema nascente serpenteou perto de Vanuatu por vários dias com pouco desenvolvimento. Depois de adquirir uma trajetória leste constante perto de Fiji, organizou-se em um ciclone tropical de categoria 1 em 9 de fevereiro perto de Samoa. Fazendo um arco para o sul no sentido horário, o sistema se intensificou rapidamente e se tornou um forte ciclone tropical em 10 de fevereiro perto de Niue.
Ao longo de sua trajetória no Pacífico Sul, o ciclone Gita afetou várias nações e territórios insulares. Tonga foi o mais atingido, com graves danos ocorrendo nas ilhas de Tongatapu e ʻEua ; duas mortes e quarenta e um feridos ocorreram no reino. Pelo menos 171 casas foram destruídas e mais de 1.100 sofreram danos. Ventos violentos destruíram casas e deixaram as duas ilhas praticamente sem energia. Chuvas torrenciais e ventos fortes causaram interrupções generalizadas em Samoa e na Samoa Americana, levando a declarações de emergência em ambas. As ilhas periféricas nas ilhas Fijian Lau foram significativamente afetadas, particularmente Ono-i-Lau e Vatoa. Wallis e Futuna, Niue e Vanuatu também foram afetados, mas os impactos nessas áreas foram menores. O dano total do Gita é estimado em mais de US$ 252 milhões, principalmente na Samoa Americana e Tonga.

## História meteorológica
Em 3 de fevereiro, o Fiji Meteorological Service (FMS) começou a monitorar o distúrbio tropical 07F,:7–8que se desenvolveu dentro de um vale de baixa pressão, cerca de 435 km ao sudeste de Honiara nas Ilhas Salomão. O sistema era mal organizado e localizava-se ao longo de uma crista de alta pressão, em uma área de alto cisalhamento vertical do vento. Nos dias seguintes, o sistema se moveu erraticamente perto do norte de Vanuatu e permaneceu mal organizado, com a convecção localizada ao sul do centro de circulação de baixo nível. O sistema posteriormente começou a se mover para sudeste, em direção às Ilhas Fiji e um ambiente favorável para um maior desenvolvimento, em 5 de fevereiro. O sistema posteriormente passou perto da nação insular em 8 de fevereiro, onde se desenvolveu em uma depressão tropical e começou a se mover para nordeste em direção às Ilhas Samoa. Durante 9 de fevereiro, o Joint Typhoon Warning Center (JTWC) dos Estados Unidos iniciou alertas sobre o sistema e o designou como ciclone tropical 09P, depois que uma imagem ASCAT mostrou que tinha ventos de 65–75 km/h (40–47 mph) em seu semicírculo norte. O FMS subsequentemente nomeou o sistema ciclone tropical Gita antecipadamente, depois que o Escritório de Previsão do Tempo do Serviço Nacional de Meteorologia dos Estados Unidos em Pago Pago solicitou que o sistema fosse nomeado antecipadamente por razões humanitárias e de alerta.
Depois que Gita foi nomeado, um período prolongado de rápida intensificação se seguiu à medida que se intensificou rapidamente em um ciclone tropical de categoria 1 na escala australiana de intensidade de ciclone tropical, antes de passar dentro de 100 km de Samoa e Samoa Americana. Depois de passar pelas ilhas Samoa, Gita virou para o sudeste, depois para o sul, sob a influência de uma cordilheira quase equatorial a nordeste. Em 10 de fevereiro, Gita se intensificou rapidamente para um ciclone tropical severo de categoria 3 na escala australiana enquanto atravessava temperaturas da superfície do mar anormalmente quentes entre 82–84 °F (28–29 °C). O sistema contornou Niue para o leste durante esta fase de intensificação.:7Em 11 de fevereiro, Gita continuou a se intensificar em um ciclone tropical severo de categoria 4. Ao mesmo tempo, Gita virou para o oeste sob a influência de uma cordilheira subtropical ao sul. Por volta das 12:00 UTC em 12 de fevereiro, o ciclone passou perto ou sobre as ilhas tonganesas de ʻEua e Tongatapu como um ciclone tropical severo de categoria de ponta 4 . Neste momento, os ventos sustentados máximos de 10 minutos foram estimados em 195 km/h, tornando Gita o ciclone mais forte a atingir o país desde o início dos registros confiáveis. O JTWC estimou que o sistema atingiu seu pico de intensidade geral neste momento como categoria equivalente a 4 na escala Saffir-Simpson com ventos sustentados de 1 minuto de 230 km/h.
Às 18:00 UTC em 13 de fevereiro, o Gita atingiu seu pico de força aproximadamente 205 km ao sul de Kandavu, Fiji, como ciclone tropical severo de categoria 5 com ventos sustentados de 10 minutos de 205 km/h, rajadas de 285 km/h, uma pressão mínima de 927 mbar (hPa; 27,37 inHg).:7

## Impacto
Gita impactou as nações insulares do Pacífico e territórios de Vanuatu, Fiji, Wallis e Futuna, Samoa, Samoa Americana, Ilhas Cook, Niue, Tonga, Nova Caledônia e Nova Zelândia, com os danos mais significativos sendo relatados nas Ilhas Samoa e Tonga. Devido ao impacto significativo e generalizado do ciclone, o nome Gita foi retirado após seu uso e nunca mais será usado para um ciclone tropical do Pacífico Sul. :25
| País / Território | mortos | Feridos | prejuízos (USD)      | Ref.                 |
| ----------------- | ------ | ------- | -------------------- | -------------------- |
| American Samoa    | 0      | 0       | $52–200 milhões      | [ 18 ] [ 19 ]        |
| Austrália         | 1      | 0       | Nenhum               | [ 20 ]               |
| Cook Islands      | 0      | 0       | Menor                |                      |
| Fiji              | 0      | 0       | $606.000             | [ 21 ]               |
| Nova Caledónia    | 0      | 0       | Menor                | [ 22 ]               |
| Nova Zelândia     | 0      | 0       | $26,1 milhões        | [ 23 ]               |
| Niue              | 0      | 0       | Nenhum               | [ 24 ]               |
| Samoa             | 0      | 0       | $10 milhões          | [ 25 ] [ 26 ]        |
| Tonga             | 2      | 33      | $164,1 milhões       | [ 27 ] [ 28 ] [ 29 ] |
| Vanuatu           | 0      | 0       | —                    |                      |
| Wallis e Futuna   | 0      | 0       | Menor                | [ 30 ]               |
| Total             | 3      | 33      | $252,8–400,8 milhões |                      |

### Samoa Americana

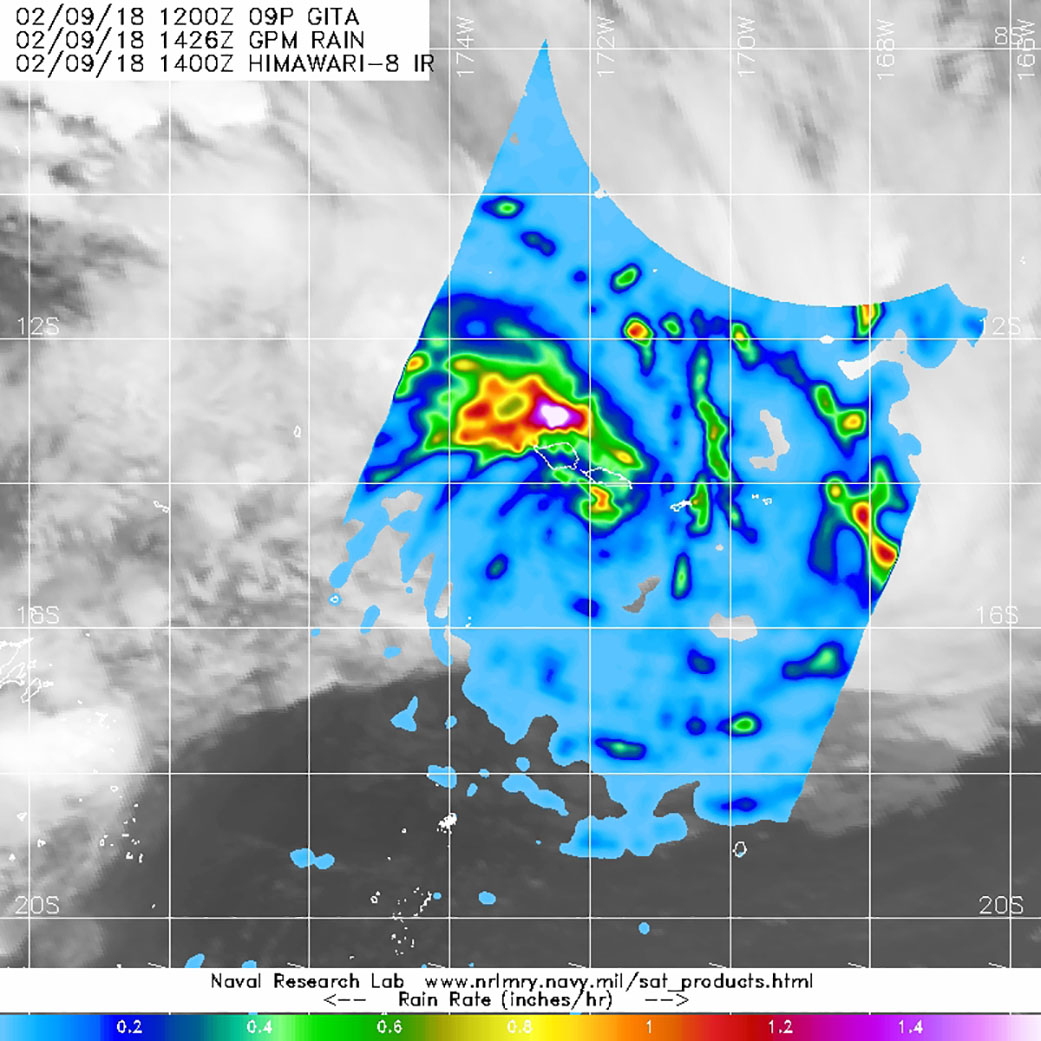
Imagem de satélite da Global Precipitation Measurement de Gita perto das ilhas Samoa em 9 de fevereiro. Faixas de chuva pesada com taxas de precipitação de 1 to 1.6 in por hora foram identificados perto das ilhas.

Gita trouxe chuvas torrenciais para partes de Samoa de 8 a 9 de fevereiro. Acumulações em média 150–250 mm (5.9–9.8 in) em todo o país, chegando a 320 mm ao longo das encostas orientais do Monte Le Pu'e em Upolu. Ventos com força de tempestade atingiram o país, atingindo 99,7 km/h no Aeroporto Internacional Faleolo e 98,2 km/h em Apia. Vários rios da cidade transbordaram e inundaram casas. Pelo menos 233 pessoas buscaram refúgio em abrigos de emergência. Deslizamentos de terra e inundações tornaram muitas estradas intransitáveis. As comunicações foram brevemente perdidas com a costa sul de Upolu. Um estado de calamidade foi declarado para a nação em 10 de fevereiro. Danos à rede elétrica chegaram a US$ 10 milhões. Nenhuma vítima foi relatada em todo o país.

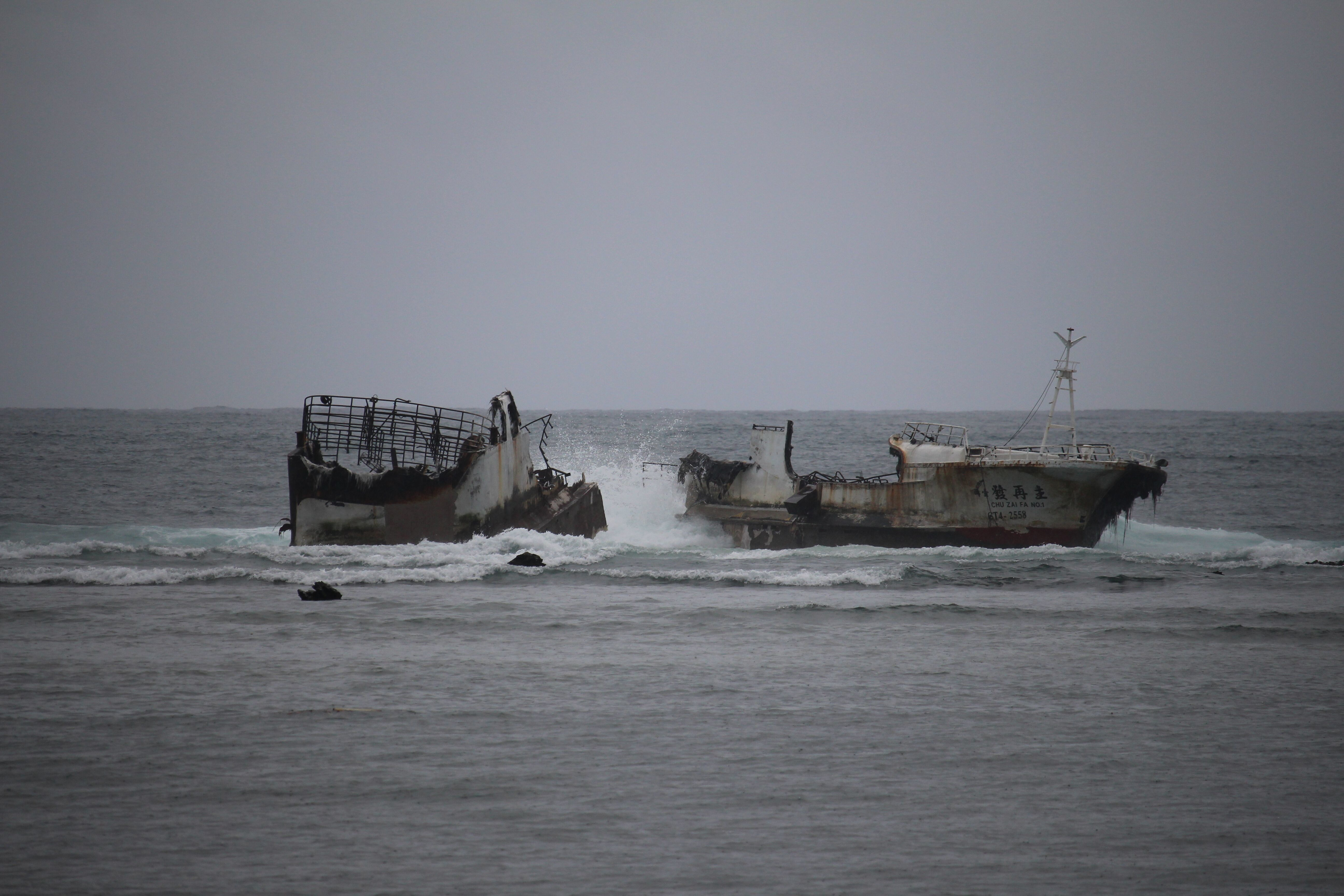
O navio de pesca taiwanês Chui Kai Fa No. 1 encalhou na costa de Tutuila

Em 8 de fevereiro, o escritório do Serviço Nacional de Meteorologia (NWS) em Pago Pago emitiu um alerta de tempestade tropical, um alerta de surfe e um alerta de inundação repentina para toda a Samoa Americana quando o ciclone nascente se aproximava do território. Com a depressão tropical 08F existindo simultaneamente ao sul de Fiji, havia incerteza na trilha exata de Gita. No entanto, os meteorologistas do NWS enfatizaram o risco de inundações repentinas e deslizamentos de terra, pois a interação de dois ciclones levou a um fluxo persistente de monções em toda a região. Nos dois dias anteriores à chegada de Gita, esta monção produziu chuvas significativas, atingindo 432 mm. As chuvas de monção continuaram por dois dias após o ciclone Gita, e o alerta de enchente foi finalmente interrompido em 12 Fevereiro. A Agência de Gerenciamento de Emergências da Samoa Americana aconselhou os residentes a "permanecerem em alerta e protegerem itens soltos conforme necessário". O relógio de tempestade tropical logo foi atualizado para um aviso, indicando a chegada esperada de ventos fortes dentro de 36 horas. O Aeroporto Internacional de Pago Pago suspendeu as operações durante a tempestade. O NWS interrompeu o alerta de tempestade tropical no final de 9 de fevereiro, quando Gita se afastou do território.
O ciclone Gita atingiu a Samoa Americana em 9 de fevereiro, trazendo fortes chuvas e ventos fortes a partir das 4h. da manhã às 2:00 pm hora local. Os ventos mais fortes foram registrados no NOAA Earth System Research Laboratory Office em Cape Matatula em Tutuila ; valores sustentados atingiram 119 km/h e as rajadas atingiram o pico de 157 km/h. Esses ventos rasgaram telhados de estruturas e derrubaram árvores e linhas de energia em todo o território, com os danos mais graves relatados em Nu'uuli e Tafuna. Aproximadamente 90 por cento da ilha ficou sem energia e água e quase 1.000 as pessoas exigiam evacuação. O NWS Office perdeu energia; o escritório de Honolulu, Havaí, emitiu previsões nesse ínterim. Precipitação em Pago Pago ultrapassou 155 mm. Inundações repentinas e deslizamentos de terra ocorreram em todo o território, com vales e áreas baixas sendo os mais afetados. Vários riachos inundaram e provocaram evacuações na aldeia de Malaeloa. Deslizamentos de terra foram relatados em Avaú, Amanave e Poloa. Aproximadamente 3.000 as pessoas relataram danos às suas plantações. A destruição das plantações de banana, mamão e fruta-pão limitou temporariamente a disponibilidade de alimentos. :52No American Samoa National Park, todas as trilhas são fechadas.
Ao largo da costa, o cargueiro Uila o le Sami afundou perto de Taʻū durante a tempestade. Aproximadamente 270 m (300 yd) ao largo de Leone Bay, o navio de pesca de bandeira taiwanesa Chui Kai Fa No. 1 encalhado em 5 de fevereiro e dividido ao meio. A embarcação estava anteriormente à deriva em águas internacionais após um incêndio em 4 de novembro de 2017. O encalhe do Chui Kai Fa No. 1 levou ao fechamento do porto de Pago Pago até 11 Fevereiro. O navio continha cerca de 13,000–30,000 US gal (49,000–114,000 L) de óleo diesel e um leve brilho de óleo foi relatado na área. O mau tempo produzido pelo ciclone Gita impediu os esforços de resposta da Guarda Costeira dos Estados Unidos.
Uma avaliação da American Samoa Public Works em março de 2018 determinou que o ciclone Gita destruiu 387 casas, infligiu grandes danos a mais de 1.300 casas e danificou outras 1.600. O Departamento de Comércio da Samoa Americana estimou que metade da população do território sofreu algum tipo de perda de propriedade e calculou o dano total em US$ 200. milhão. :5Um relatório de 2019 da American Samoa Economic Forecast calculou perdas diretas e indiretas combinadas em US$ 186 milhão. Os Centros Nacionais de Informações Ambientais calcularam um total de danos menor de US$ 52 milhão. Em contraste com a escala de danos, nenhuma morte ou ferimento foi relatado.
Em 10 de fevereiro, um AC-130 da Guarda Costeira realizou levantamentos aéreos do território e um pequeno grupo de funcionários da Agência Federal de Gerenciamento de Emergências (FEMA) foi destacado. Em 18 de abril, quase 100 funcionários federais foram destacados para o território. O presidente dos Estados Unidos , Donald Trump, declarou estado de emergência para a Samoa Americana em 11 de fevereiro. A Reserva do Exército dos Estados Unidos auxiliou a FEMA e a Cruz Vermelha Americana com o envio de pessoal e distribuição de suprimentos de emergência. Além disso, a instalação Pago Pago da Reserva do Exército foi convertida em uma área de preparação para a resposta ao desastre. O Programa de Desenvolvimento das Nações Unidas iniciou um plano de resposta de US$ 100.000 em 16 de fevereiro para apoiar a resposta do governo local. Posteriormente, o presidente Trump declarou o território uma área de grande desastre em 2 de março. Após esta declaração, o Internal Revenue Service anunciou que os residentes poderiam solicitar isenções fiscais. As autoridades de saúde aconselharam os moradores a ferver a água em meio a um maior risco de dengue. StarKist Samoa doou US$ 50.000 ao governo de Samoa Americana em 16 de março. Em 9 de abril de 2019, a deputada Nita Lowey (D-NY) apresentou as Dotações Suplementares Adicionais para a Lei de Alívio de Desastres de 2019 ( H.R. 2157 ) projeto de lei para o 116º Congresso. O projeto de lei, sancionado pelo presidente Trump em 6 de junho, fornecia pouco mais de US$ 17,2 bilhões para recuperação de desastres em todo o país; desses US$ 18 milhões foram alocados para a Samoa Americana e disponibilizados até fevereiro de 2020. No entanto, a distribuição desses fundos foi adiada e o governador Lolo Matalasi Moliga instou o Departamento de Agricultura dos Estados Unidos a agilizar o processo. Até março de 2021, a FEMA forneceu US$ 31.198.512,50 em assistência financeira: US$ 20.543.787,44 em fundos individuais, US$ 9.763.391,26 para assistência pública e US$ 891.333,80 para um programa de mitigação de riscos. Mais US$ 40 milhões foram fornecidos por meio da Administração de Pequenas Empresas, acordos intergovernamentais, subsídios para desastres e distribuições privadas. :15
Uma desaceleração prolongada na indústria de atum do território na década anterior a Gita levou a uma recessão econômica. :16Os esforços de reconstrução nacional e o afluxo de dinheiro na sequência do ciclone estimularam um ligeiro crescimento da economia da Samoa Americana, refletindo-se no aumento do produto interno bruto em 2,2 por cento em 2018, :12e uma pausa na recessão. :17Esse estímulo econômico diminuiu rapidamente e a economia da Samoa Americana contraiu em 2019.

### Tonga

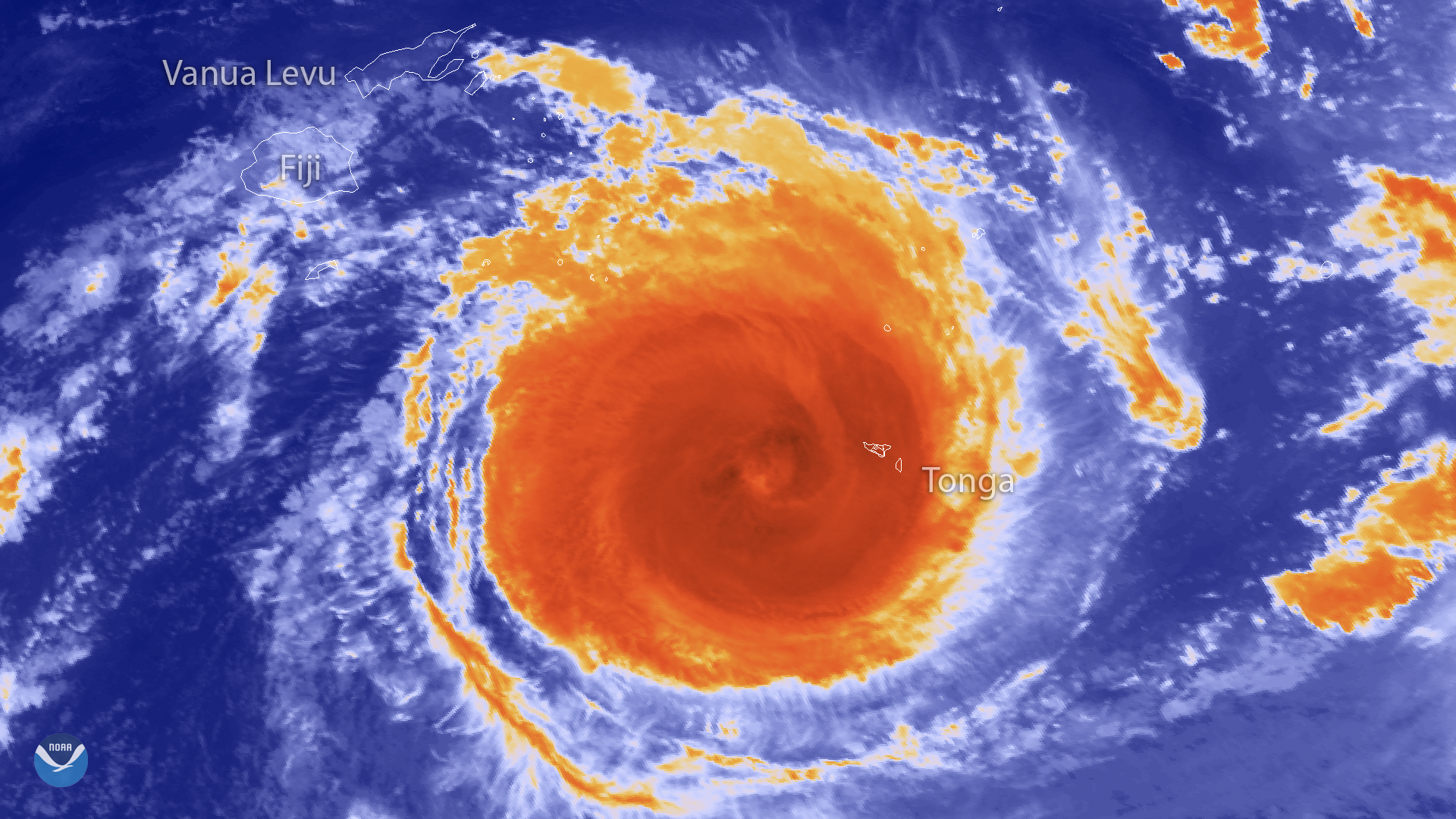
Imagem de satélite infravermelha aprimorada de Gita na costa de Tonga em 12 de fevereiro

Antes e durante o ciclone, aproximadamente 5.700 moradores buscaram refúgio em abrigos públicos. A energia foi desligada antes da chegada da tempestade. Atingindo Tonga em 12 de fevereiro, o ciclone Gita trouxe ventos destrutivos para a ilha capital de Tongatapu. Pesquisas iniciais em toda a ilha revelaram 119 casas destruídas e outras 1.131 danificadas, principalmente em Nukuʻalofa. Muitas áreas ficaram sem água e energia. Muitas estruturas perderam seu telhado durante o auge da tempestade. As estruturas mais antigas sofreram os maiores danos, incluindo o edifício do Parlamento de Tonga, construído há mais de 100 anos atrás, que foi arrasada pela tempestade. O Aeroporto Internacional de Fuaʻamotu sofreu danos, junto com o terminal doméstico, levando as autoridades a manter o aeroporto fechado. Através de Tongatapu, 3 pessoas sofreram ferimentos graves, enquanto outras 30 sofreram ferimentos leves. Uma idosa morreu enquanto tentava encontrar abrigo depois que sua casa foi destruída. Uma pessoa morreu de ataque cardíaco potencialmente relacionado à tempestade em Fuaʻamotu.
Na ilha vizinha de ʻEua, a tempestade derrubou a energia de todos os residentes e causou grandes danos. Semelhante a Tongatapu, as estruturas mais antigas sofreram danos graves, enquanto os edifícios mais novos se saíram bem. As colheitas foram em grande parte destruídas. Cinquenta e duas casas foram completamente destruídas na ilha; oito pessoas sofreram ferimentos, incluindo um grave. Os danos totais foram estimados em T$ 356,1 milhões (US$ 164,1 milhões), incluindo NZ$ 20 milhões (US$ 14,5 milhões) danos à rede elétrica.
Imediatamente após a tempestade, um toque de recolher foi imposto para todo Tonga. O pessoal das Forças Armadas de Sua Majestade resgatou pessoas durante a tempestade e começou a limpar as estradas na madrugada de 13 de fevereiro. O porta-voz do National Emergency Management Office, Graham Kenna, chamou a tempestade de "a pior situação em que ele já esteve" durante seus 30 anos de carreira. O MP Lord Fusituʻa descreveu o impacto como o pior desde pelo menos o ciclone Isaac em 1982. A Índia forneceu ajuda humanitária de US$ 500.000 a Tonga sob o UNOSSF. Em 13 de fevereiro, a Austrália forneceu A$ 350.000 (US$ 275.000) em suprimentos de emergência por meio da Royal Australian Air Force (RAAF) para ajudar mais de 2.000 pessoas. A Austrália também enviou suprimentos humanitários para a Cruz Vermelha de Tonga. Dois especialistas humanitários civis foram mobilizados para auxiliar o Escritório Nacional de Gerenciamento de Emergências de Tonga. Um especialista médico também prestou assistência para avaliar a infraestrutura de saúde. A Nova Zelândia forneceu NZ$ 750.000 (US$ 544.000) em assistência.

### Fiji
Durante os estados formativos de Gita de 6 a 8 de fevereiro, a depressão trouxe fortes chuvas e rajadas de vento ao norte de Fiji, resultando em algumas inundações.:7Assim, o FMS emitiu alertas para esses perigos nas regiões afetadas. Precipitação chegou a 108 mm em Udu Point em 6 de fevereiro.
Em 13 de fevereiro, o centro de Gita passou cerca de 60 km ao sul de Ono-i-Lau nas Ilhas Lau de Fiji. Observações da ilha revelaram ventos máximos sustentados de 135 km/h com rajadas de 190 km/h. Precipitação de 24 horas atingiu 270,7 mm, contribuindo muito para que a ilha vivesse o mês de fevereiro mais chuvoso da história; o total mensal foi de 887,9 mm. A inundação da maré precedeu o núcleo do ciclone por várias horas. Danos estruturais foram relatados na vila de Doi, incluindo uma casa que perdeu o telhado. As comunicações com Ono-i-Lai e a vizinha Vatoa foram interrompidas por aproximadamente um dia. Em ambas as ilhas, 10 casas foram destruídas e 26 dano mais sustentado. Muitas estruturas sofreram danos no telhado e as plantações foram devastadas. Os líderes locais em Ono-i-Lau chamaram a tempestade de "a pior de que há memória". Danos à nação ficaram em FJ$ 1,23 milhões (US$ 606.000).

### Nova Caledônia
Em 16 de fevereiro, a filial da Nova Caledônia da Météo-France emitiu um alerta de furacão de nível 1 para a Ilha de Pines, sudeste de Grande Terre. Logo foi elevado para o nível 2, levando ao fechamento de escolas e comércios em todo o município. Antes da tempestade, a maioria dos turistas que visitavam a Ilha dos Pinheiros foram evacuados para Nouméa ; no entanto, muitos ficaram para enfrentar a tempestade. Edifícios municipais foram abertos ao público como abrigos. Os voos domésticos no aeroporto de Nouméa Magenta foram suspensos durante a passagem da tempestade. Ao largo as operações de remoção do cargueiro encalhado Kea Trader —situado sobre Recife Durand cerca de 220 km a leste de Nouméa — foram suspensas com trabalhadores reposicionados para Nouméa. As duas metades quebradas do navio foram lastradas para minimizar o movimento no mar agitado esperado. O ciclone acabou tendo pouco efeito em todo o território; alguns danos à vegetação e marinas foram relatados.

### Austrália

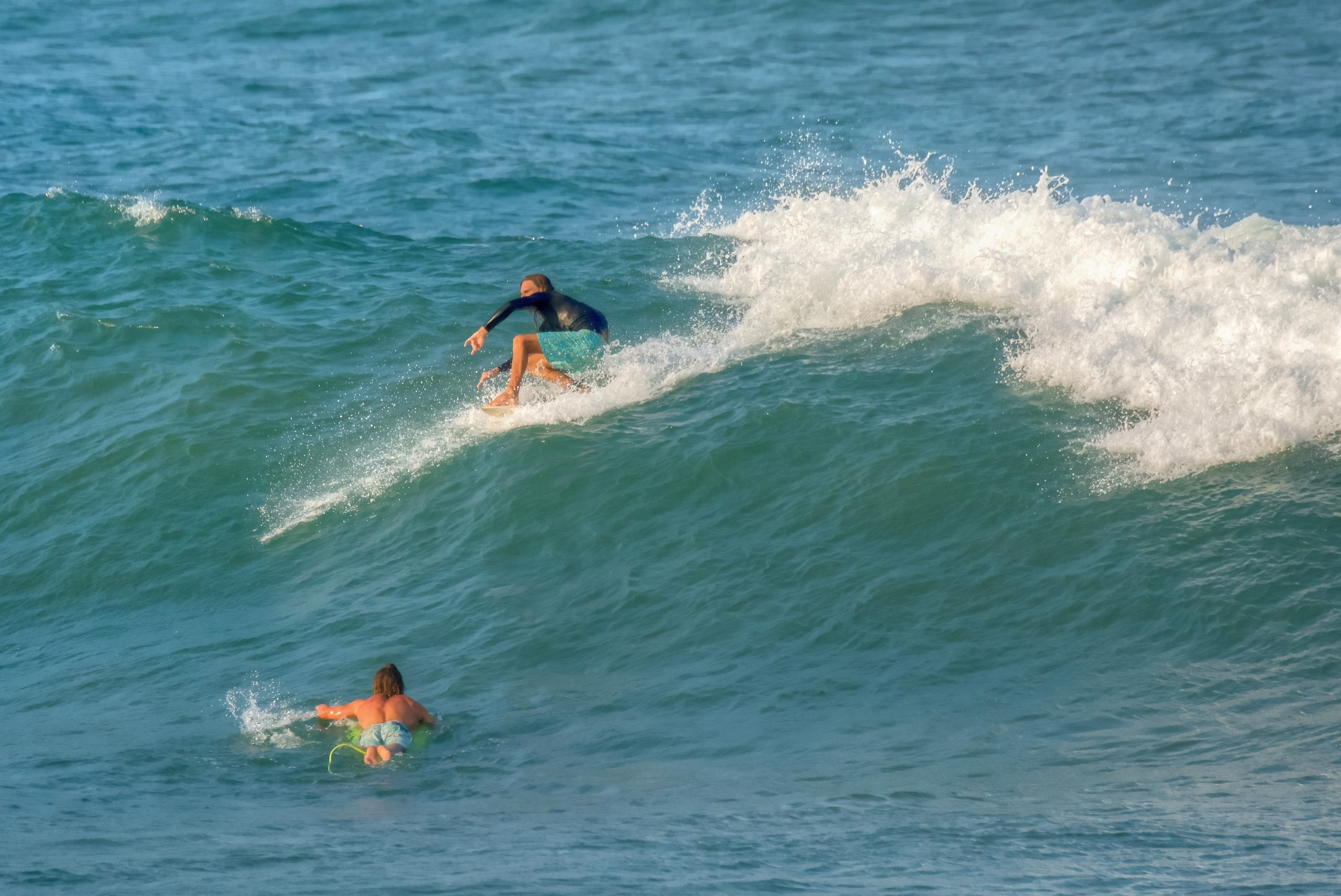
Grandes ondas ao longo da costa de Queensland atraíram surfistas

Embora localizado a cerca de 1 000 km a leste de Queensland em 17 de fevereiro, grandes ondas se propagando do ciclone impactaram as praias do Pacífico da Austrália. As condições permaneceram perigosas até 19 de fevereiro. O surf foi maior de Gold Coast a Sydney, com swells de pico de 6 m em Tweed Heads e 4,5 m em Palm Beach. O Surf Life Saving Queensland fechou todas as praias entre North Kirra e Southport. Embora a maioria das pessoas atendesse aos avisos e fechamentos, alguns "caçadores de emoções" surfavam e usavam jet skis. Uma pessoa precisou ser resgatada no Canal Jumpinpin. Um surfista e um nadador foram puxados por correntes perigosas em Burleigh e Mooloolaba, respectivamente. Ao largo de Nambucca Heads, Nova Gales do Sul, uma pessoa foi puxada para o mar por correntes de retorno em 17 de fevereiro. O Surf Life Saving New South Wales afirmou que as operações de resgate mudaram para a recuperação no dia seguinte, pois havia "um tempo significativo desde que este naufrago desapareceu". Helicópteros realizaram levantamentos aéreos em 19 de fevereiro para ajudar a polícia local e equipes de resgate. As operações de busca e resgate foram finalmente suspensas em 21 de fevereiro, sem sucesso. Duas pessoas foram resgatadas na costa de Manly quando seu barco afundou em ondas de 2 m. Em toda a Nova Gales do Sul, as autoridades realizaram dezenas de resgates.

### Nova Zelândia

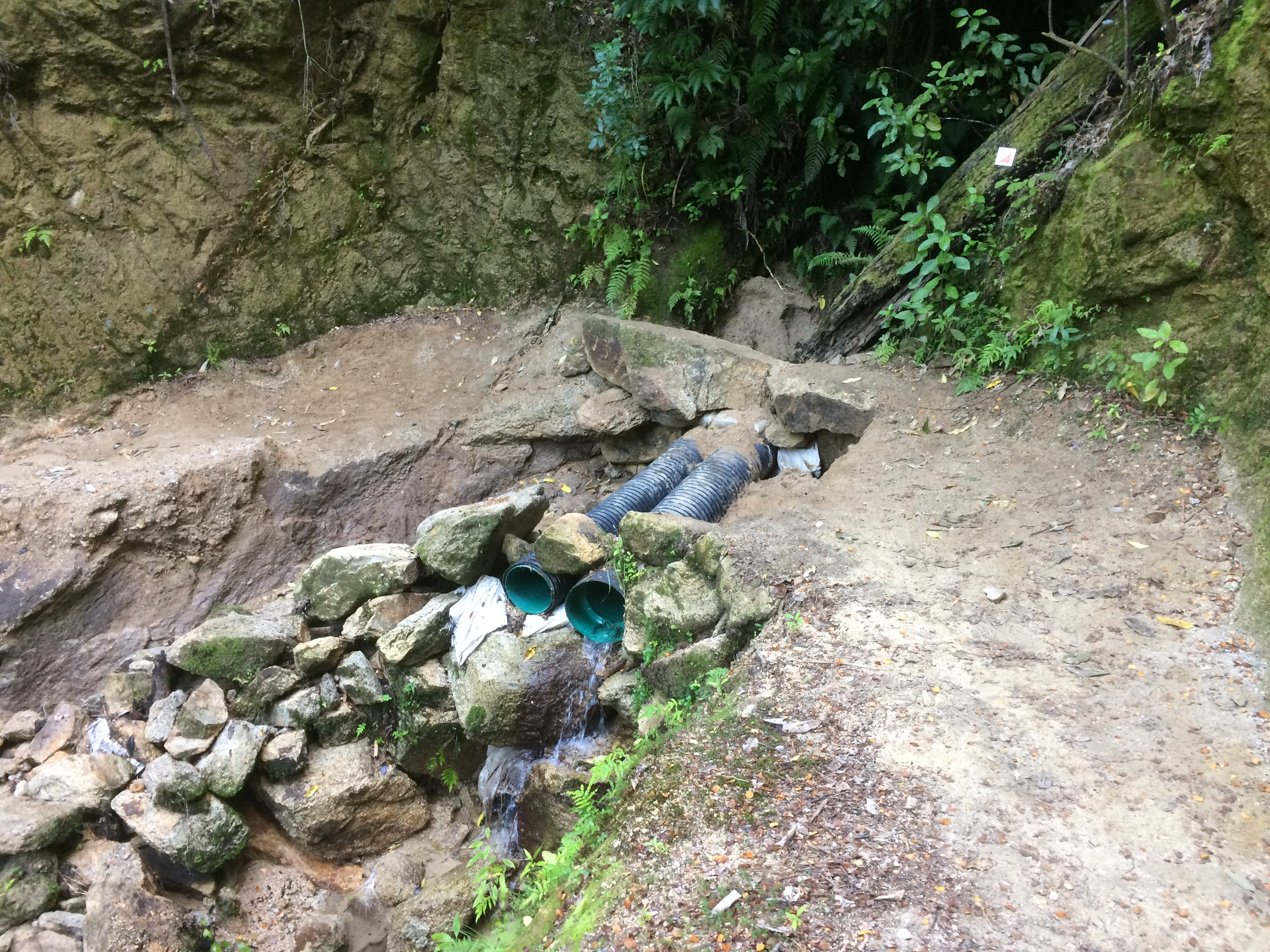
Um bueiro lavado no Kaiteriteri Mountain Bike Park

Como o ciclone Gita ameaçou atingir a Nova Zelândia como um forte ex-ciclone tropical, o MetService da Nova Zelândia emitiu avisos de chuva forte e avisos de vento forte cobrindo uma ampla extensão do país. Campistas, caminhantes e velejadores em Marlborough Sounds foram instruídos a evacuar, e os moradores foram avisados de que as comunicações poderiam ser cortadas pela tempestade. Várias escolas na região de Nelson foram fechadas, enquanto na Costa Oeste, as escolas nos distritos de Buller e Gray foram fechadas. A Air New Zealand cancelou vários voos em 20 de fevereiro.
Enquanto Gita se aproximava da Ilha Sul, trazendo inundações e ventos fortes, um estado de emergência acabou sendo declarado em 20 de fevereiro. O total de perdas seguradas na Nova Zelândia atingiu NZ$ 35,6 milhões (US$ 26,1 milhão). Em Taranaki, o Gita rendeu NZ$ 4,5 milhões (US$ 3,1 milhões) em danos. Uma árvore caiu em um cano principal perto da estação de tratamento de água ao sul de New Plymouth, deixando 10.000 casas sem água por 3 dias e 26.000 casas com água fervendo por 7 dias.

### Outras nações
Como o distúrbio tropical precursor de Gita afetou a província de Torba, em Vanuatu, em 6 de fevereiro, o Departamento de Meteorologia e Riscos Geológicos de Vanuatu alertou que fortes chuvas, trovões e relâmpagos afetariam a área e aconselhou as pessoas a tomarem precauções extras. Alertas adicionais foram levantados de 15 a 16 de fevereiro, enquanto o Gita rastreava o sudeste do país. Entre 8 e 9 de fevereiro, o sistema trouxe ventos fortes e chuva forte para Wallis e Futuna. Algumas quedas de energia foram relatadas em Wallis, embora os efeitos gerais tenham sido insignificantes. Em 8 de fevereiro, alertas meteorológicos foram emitidos para Niue quando Gita se aproximou do nordeste. O ciclone contornou a ilha a sudeste no dia seguinte com efeitos mínimos. Os ventos sustentados no Aeroporto Internacional de Niue chegaram 40 km/h com rajadas de 64 km/h.